# 玩命關頭
《玩命關頭》（英語：The Fast And The Furious）是一部於2001年上映的美國動作電影，為玩命關頭系列首部作品，電影由罗布·科恩執導，尼尔·H·莫瑞兹監製，由馮·迪索、保罗·沃克、米歇尔·罗德里格兹及乔丹娜·布鲁斯特主演。
拍攝地點包括洛杉磯和加利福尼亞南部的部分地區。《玩命關頭》於2001年6月22日發行，並且以3800萬美元的預算，成功收入2.07億美元的票房。根據影評網站爛番茄和Metacritic，電影大多獲得混合評價，大多稱讚迪索和沃克的表現及演技。
續集《玩命關頭2：飆風再起》於2003年6月6日上映。

## 劇情
一個夜晚，在一條空曠的高速公路上，一群賽車手駕駛三輛經過改裝的本田Civic搶劫了一輛載滿DVD放映機的卡車並消失在夜色之中。
隔天，洛杉磯警察局（LAPD）懷疑主謀是惡名昭彰的街頭賽車手唐米尼克·泰瑞托及其手下，於是派遣警察布萊恩·歐康納到唐姆的店（Toretto's Market）臥底並調查。布萊恩到了店後，與唐姆的妹妹蜜雅調情，引起唐姆其中一位迷戀蜜雅的手下文斯不滿，於是兩人爆發了肢體衝突，直到唐姆介入才住手。
那天晚上，布萊恩將自己經過改裝的三菱Eclipse帶到了一場非法的街頭比賽中，希望透過比賽能多接近唐姆。唐姆開著他的馬自達RX-7到達比賽現場，並和布萊恩以及其他兩名車手之間進行了拉力賽。因為缺乏資金，布萊恩被迫以自己的車子為賭注。比賽中途，布萊恩的車子出現故障，而唐姆則輕鬆贏得了比賽。但然而此時警方到達現場，包括唐姆在內的所有人四處逃逸。布萊恩駕駛車子幫助唐姆逃脫警方的追捕，但他們無意中卻闖入了唐姆過去的賽車對手，同時也是幫派頭目強尼的領土，而強尼後來燒掉了布萊恩的車。之後，兩人一起回到唐姆的家，而文斯因布萊恩也在家裡感到不安，和唐姆爆發了爭執。
之後，布萊恩將一輛損壞的豐田Supra帶到唐姆的車庫作為賭注的替代品。唐姆和他的手下開始著手修復車輛，布萊恩則開始與美雅約會。他還開始調查強尼，並跟警方回報，確信強尼就是劫持卡車背後的主謀。一晚街頭比賽時，布萊恩獨自跑到強尼的車庫調查唐姆的車，卻被唐姆和文斯發現；布萊恩撒了謊，稱自己正在為即將到來的賽車大戰（Race Wars）研究對手的車輛。三人一起調查了強尼的車庫，發現了大量的DVD放映機。
布萊恩向其上級報告了這一發現，而強尼則立即被逮捕。然而，警方後來發現強尼其實是過合法管道購買了那些放映機；布萊恩則被迫面對自己的懷疑。上級給布萊恩36個小時的時間來找到真正的主謀，因為卡車司機現在正武裝自己以防止再被打劫。隔天，唐姆和布萊恩參加了賽車大戰。在那裡，唐姆的手下傑西（Jesse）用自己父親的福斯Jetta A3向強尼下注，但他輸了比賽之後就逃走了。強尼要求唐姆收回傑西的車，並指控他向警方報告，害自己被捕。憤怒的唐姆揍了強尼一頓，說自己從來沒有做過這種事。
那天晚上，布萊恩目睹唐姆和他的手下離開賽車現場，並意識到他們才是嫌犯。他向蜜雅透露了自己的真實身份，並說服她幫助自己找到唐姆一行人。唐姆和他的女友萊蒂以及幾個手下試圖劫持一輛卡車，打算將其作為他們的最後一次搶劫。沒想到司機有槍，並開槍射擊文斯並將萊蒂撞出道路。 此時，布萊恩和蜜雅一起抵達並營救了文斯。布萊恩被迫在唐姆面前透露自己的身份，以要求緊急醫療救助文斯。
之後，布萊恩來到唐姆的家，看到唐姆正從車庫裡翻出他父親的1970年道奇Charger R/T。唐姆要求布萊恩離開，因為他準備去營救沒有其他人照顧的傑西。此時，傑西自己到達並請求保護。強尼和其表弟騎著摩托車出現，射死傑西後逃逸。布萊恩和唐姆分別追逐著他們，殺死了強尼。隨後，布萊恩追隨唐姆，來到離平交道前四分之一英里的地方。兩人開車向前衝，在火車通過之前勉強穿越鐵路，以平手結束了比賽；但唐姆卻不慎將自己的汽車撞上了迎面而來的一輛卡車。布萊恩並沒有逮捕他，而是將自己的車鑰匙交給了唐姆，並將之當作他在第一場比賽中仍欠唐姆的賭注。唐姆開著車逃脫，而布萊恩則自己面對此時逐漸來到的警方。
在片尾彩蛋中，唐姆駕駛著一輛1970年雪佛蘭Chevelle SS穿過墨西哥邊境。

## 角色
| 演員                                 | 角色                                  | 備註 |
| ------------------------------------ | ------------------------------------- | --- |
| 保羅·沃克 Paul Walker                | 布萊恩·奧康納 Brian O'Conner          | 主角之一。受洛杉磯警察委託調查一連串劫車事件的FBI幹員，在唐老大身旁當臥底，最後出於義氣而放走唐老大，並丟了警探工作。                                                                      |
| 馮·迪索 Vin Diesel                   | 唐米尼克·泰瑞托 Dominic "Dom" Toretto | 主角之一。洛杉磯街頭賽車界龍頭老大，人稱「唐老大」。於片尾彩蛋片段逃往墨西哥，為玩命關頭4留下伏筆。                                                                                        |
| 蜜雪兒·羅德里奎茲 Michelle Rodriguez | 莉蒂·歐提茲 Leticia"Letty"Ortiz       | 唐老大的女友兼青梅竹馬，作風潑辣，賽車實力堅強。 |
| 喬丹娜·布魯斯特 Jordana Brewster     | 蜜雅·泰瑞托 Mia Toretto               | 唐老大的妹妹，對布萊恩有好感，第一位得知布萊恩是臥底警察的人。 |
| 尹成植 Rick Yune                     | 陳強尼 Johnny Tran                    | 本集反派，越南裔美國人，改裝竊盜集團首領，曾和唐老大有過糾紛並結下樑子，時常找唐老大麻煩。因與傑西賭車卻沒得到車而追殺並槍殺了傑西，後來被布萊恩槍殺。                                     |
| 查德·林伯格 Chad Lindberg            | 傑西 Jesse                            | 唐老大的車隊成員，改裝技術超群，團隊中唯一與布萊恩有較好交情的人。因為與強尼飆車輸了而逃走，最後卻在唐老大家門口被強尼槍殺。在與強尼飆車之前遇到布萊恩，對話中提到有個準備出獄的父親。     |
| 強尼·史壯 Johnny Strong              | 里昂 Leon                             | 唐老大的車隊成員，與傑西交情不錯，街頭賽車時負責監聽警用頻道並把風。片尾只交代與莉蒂先行離開，但實際上下落不明。                                                                           |
| 麥特·蘇茲 Matt Schulze               | 文斯 Vince                            | 唐老大的車隊成員兼童年好友，個性火爆，因蜜雅與布萊恩起衝突，因此嚴重懷疑布萊恩是臥底警察。後於打劫過程中因中彈以及手臂受傷而被布萊恩所調來的直昇機帶走（布萊恩同時也完全洩漏了臥底身分）。 |

此外，泰德·拉文和湯姆·巴瑞分別飾演洛杉磯警佐坦納（Sergeant Tanner）和FBI探員畢爾金（Agent Bilkins），二人奉命執行緝拿唐老大的跨部門行動，亦是布萊恩的上司和聯絡員。諾爾·古格列米飾演赫克托（Hector），街頭賽車莊家，唐老大的友人。雷吉·李飾演阮嵐司（Lance Nguyen），強尼的表弟、改裝竊盜集團的二把手。維托·魯基尼斯飾演哈利（Harry），汽車材料行老闆，布萊恩的前雇主，因唐老大壓力而將其解僱。饒舌歌手傑·魯和R·J·德維拉（R.J. de Vera）飾演街頭賽車手埃德溫（Edwin）和丹尼（Danny）。本片的製作人尼爾·H·摩里茲和導演洛·高漢分別客串飾演一名駕駛黑色法拉利F355的街頭賽車手和必勝客外送員。

## 製作

### 發展
導演罗布·科恩在讀了一篇關於紐約市街頭賽車的VIBE雜誌文章，以及實際觀看洛杉磯夜間的非法比賽後，激發了拍攝這部電影的想法。電影最終片名定為「The Fast And The Furious」，而在其之前，原片名為「Redline」，導演羅傑·柯曼授權他所執導的電影《怒燄飛車》的片名版權，使此片名可以應用於這部電影；且兩部電影皆是以賽車為主題。

## 發行

### 評價
在爛番茄上，根據153位影評人的評論，該片獲得了54%的分數，平均分為5.4/10，觀眾投票獲得74%的分數，平均得分為3.8／5，而基於另一影評網站Metacritic收集的34篇影評，共得到58分，評價好壞各半參雜。

### 票房
《玩命關頭》於2001年6月22日在北美發行，首映週末在2,889家劇院中，以40,089,015美元的票房位居當週冠軍。而在上映期間，電影在美國的票房總額為144,533,925美元，其他地區62,750,000美元，其全球總額高達207,283,925美元，大幅超越3800萬美元的成本。

## 外部連結
- 互联网电影数据库（IMDb）上《玩命關頭》的资料（英文）
- 爛番茄上《玩命關頭》的資料（英文）
- AllMovie上《玩命關頭》的资料（英文）
- Metacritic上《玩命關頭》的資料（英文）
- Box Office Mojo上《玩命關頭》的資料（英文）
- 開眼電影網上《玩命關頭》的資料（繁體中文）
- 豆瓣电影上《玩命關頭》的資料 （简体中文）
- 时光网上《玩命關頭》的資料（简体中文）